# Cadre-71/2-Europameisterschaft 1982

Logo CEB (ausrichtender Verband)

Veranstaltungsort: Dudelange

Die Cadre-71/2-Europameisterschaft 1982 war das 34. Turnier in dieser Disziplin des Karambolagebillards und fand vom 25. bis zum 28. Februar 1982 in Dudelange statt. Es war die erste Cadre-71/2-Europameisterschaft in Luxemburg.

## Geschichte
Nach einer Niederlage in seiner ersten Partie gegen den österreichischen Bandenspezialisten Johann Scherz mit 283:300 in mäßigen 19 Aufnahmen steigerte sich der Niederländer Christ van der Smissen deutlich und gewann den Rest seiner Partien sicher und wurde neuer Europameister im Cadre 72/2. Der Lokalmatador Fonsy Grethen siegte in seinen ersten sechs Partien und ging mit diesem Vorteil in die letzte Partie gegen van der Smissen. Hier demonstrierte der Niederländer aber seine Stärke und gewann sicher mit 300:137 in vier Aufnahmen. Dritter wurde der Belgier Willy Wesenbeek. Eine solide Leistung zeigte der deutsche Meister Dieter Wirtz, der bei der DM in Marl überraschend Klaus Hose hinter sich ließ, mit dem sechsten Platz und einem guten GD von 28,34.

## Turniermodus
Hier wurde im Round Robin System bis 300 Punkte gespielt. Es wurde mit Nachstoß gespielt. Damit waren Unentschieden möglich.
Bei MP-Gleichstand wird in folgender Reihenfolge gewertet:
1. MP = Matchpunkte
2. GD = Generaldurchschnitt
3. HS = Höchstserie

## Abschlusstabelle
| MP    | Match Points (Sieger = 2; Unentschieden = 1; Verlierer = 0) |
| Pkte. | Erzielte Karambolagen                                       |
| Aufn. | Benötigte Versuche                                          |
| GD    | Generaldurchschnitt                                         |
| BED   | Bester Einzeldurchschnitt eines Spielers                    |
| HS    | Höchstserie                                                 |
|       | Bester GD des Turniers                                      |
|       | Bester ED des Turniers                                      |
|       | Beste HS des Turniers                                       |
|       | 1. Platz (Gold)                                             |
|       | 2. Platz (Silber)                                           |
|       | 3. Platz (Bronze)                                           |

| Platz                      | Name                   | MP   | Pkte. | Aufn. | GD    | BED    | HS  |
| -------------------------- | ---------------------- | ---- | ----- | ----- | ----- | ------ | --- |
| 1                          | Christ van der Smissen | 12:2 | 2083  | 52    | 40,05 | 150,00 | 269 |
| 2                          | Fonsy Grethen          | 12:2 | 1937  | 58    | 33,39 | 100,00 | 191 |
| 3                          | Willy Wesenbeek        | 10:4 | 1964  | 66    | 29,75 | 100,00 | 258 |
| 4                          | Tini Wijnen            | 8:6  | 1868  | 88    | 21,22 | 42,85  | 105 |
| 5                          | Johann Scherz          | 6:8  | 1649  | 69    | 23,89 | 50,00  | 127 |
| 6                          | Dieter Wirtz           | 4:10 | 1417  | 50    | 28,34 | 30,00  | 162 |
| 7                          | José Gálvez            | 2:12 | 1099  | 74    | 14,85 | 23,07  | 114 |
| 8                          | Jean-Pierre Labeye     | 2:12 | 1110  | 81    | 13,70 | 25,00  | 73  |
| Turnierdurchschnitt: 24,39 |                        |      |       |       |       |        |     |